# El Quince, Sinaloa
El Quince är en ort i Mexiko.   Den ligger i kommunen Culiacán och delstaten Sinaloa, i den västra delen av landet, 1 100 km nordväst om huvudstaden Mexico City. El Quince ligger 23 meter över havet och antalet invånare är 135.
Terrängen runt El Quince är platt. Runt El Quince är det ganska tätbefolkat, med 155 invånare per kvadratkilometer. Närmaste större samhälle är Culiacán, 17,0 km öster om El Quince. Trakten runt El Quince består till största delen av jordbruksmark.